# Charles Glossy
 (avril 2013).
Pour les articles homonymes, voir Glossy.
Charles Glossy (en allemand : Karl, ou Carl Glossy), né le 7 mars 1848 à Vienne et mort dans cette ville le 9 septembre 1937, est un historien autrichien de la littérature.

## Biographie
Charles Glossy dirige notamment les archives et collections littéraires et artistique à Vienne et, à ce titre, est chargé de l'exposition du Centenaire de Franz Schubert, en 1897, dont il rédige le catalogue.
Il a donné son nom à la rue Glossy (en allemand : Glossystraße), dans le quatorzième arrondissement de Vienne.

## Œuvres
- Literarische Geheimberichte aus dem Vormärz - Wien : Konegen, 1912
- Kleinere Schriften - Wien : C. Fromme, 1918
- Aus der Briefmappe eines Burgtheaterdirektors (Franz von Dingelstedt) - Wien : Kunstverlag A. Schroll & Co., 1925
- Das Burgtheater unter seinem Gründer Kaiser Joseph II - Wien : A. Hartleben, 1926
- Vierzig Jahre deutsches Volkstheater - Wien : Verlag d. Deutschen Volkstheaters, 1929
- Wiener Studien und Dokumente - Wien : Steyrermühl, 1933